# Ged Keegan
Gerard Keegan, meglio conosciuto come Ged Keegan (Bradford, 3 ottobre 1955), è un ex calciatore inglese, di ruolo difensore e centrocampista.

## Carriera
Keegan si è formato nel Manchester City, entrando a far parte della rosa della prima squadra a partire dal 1974. Ha debuttato con i Citizens il 10 settembre 1974 nella vittoria per 6-0 contro il Scunthorpe Utd, subentrando a Mike Doyle, incontro valido per la Football League Cup 1974-1975.
Con il club di Manchester ha giocato trentasette incontri nella massima serie inglese e cinque incontri in Coppa UEFA e, ha vinto la Football League Cup 1975-1976, giocando da titolare la finale contro il Newcastle Utd.
Nel febbraio 1979 passa all'Oldham Athletic, club della serie cadetta inglese, in cui militò sino al 1983, raggiungendo la finale della Coppa anglo-scozzese 1979, ed ottenendo come miglior piazzamento il settimo posto nella Second Division 1982-1983.
Nella stagione 1983-1984 scende in quarta serie per giocare nel Mansfield Town. L'anno dopo passa al Rochdale, club in cui chiude la sua carriera da porofessionista. Terminata l'esperienza con i Dale giocherà nell'Altrincham.

## Palmarès
- Campionato inglese di seconda divisione: 1

Burnley: 1972-1973